# Бузина Олесь Олексійович
Оле́сь Олексі́йович Бузина́ (13 липня 1969, Київ, Українська РСР — 16 квітня 2015, Київ, Україна) — український публіцист, есеїст і телеведучий, політичний діяч. Відомий контроверсійними книгами «Вурдалак Тарас Шевченко», а також «Поверніть жінкам гареми» та поглядами проросійського спрямування. Колишній член проросійської політичної партії «Російський блок». Мав москвофільські та українофобські погляди.
У квітні 2015 року убитий біля власного будинку. [⇨] Його вбивство викликало широкий резонанс як в Україні, так і в Росії.

## Життєпис
Народився 13 липня 1969 року в Києві.

### Освіта
1992 — закінчив філологічний факультет Київського університету за спеціальністю «викладач російської мови та літератури», проте викладацькою діяльністю не займався[джерело?].

### Кар'єра
У вересні 1992 року був завучем школи гувернанток[джерело?]. Від жовтня 1992 року працював літературним редактором газети «Книжник». Від квітня 1993 року — літературний редактор, від грудня 1993 року — репортер відділу науки, від березня 1994 року — спеціальний кореспондент відділу науки, від жовтня 1996 року — спеціальний кореспондент блоку розваг газети «Киевские Ведомости».
Працював також в інших київських виданнях: газеті «2000», журналах «Друг читача», «Лидер», «Натали», «Ego», «XXL».
1998 — ведучий телевізійного ток-шоу «Ток-Рінг» (УТ-1)
2006–2007 — вів розважальну телепрограму «Teen-Ліга» на телеканалі «Інтер» (сучасна українська телеверсія гри «Брейн-Рінг»).
У березні 2010 року додав свій підпис до «Відкритого листа представників інтелектуальних професій, засобів масової інформації та неурядових організацій України» на підтримку призначення на посаду міністра освіти і науки України Дмитра Табачника.
На Парламентських виборах 2012 висувався від партії «Руський блок».
В грудні 2013 року висувався в народні депутати по 223-му одномандатному виборчому округу, де з результатом у 3,11 % посів четверте місце.[джерело?]
16 квітня 2015 року застрелений біля власного будинку.
19 квітня 2015 похований на Берковецькому кладовищі.

## Вбивство та розслідування
Повідомлення про загибель Олеся Бузини з'явилися 16 квітня 2015 року, за якими його застрелили чотирма пострілами біля під'їзду власного дому в Києві на Дегтярівській вулиці. Смерть Бузини викликала бурхливий резонанс, привернувши увагу багатьох політиків, включно з президентами України та Росії.
Петро Порошенко заявив, що, на його думку, вбивство було спрямоване «на дестабілізацію внутрішньополітичної ситуації в Україні, на дискредитацію політичного вибору українського народу». Ряд політиків, серед яких Анатолій Гриценко, Володимир Ар'єв, Вікторія Сюмар, Ігор Луценко припустили, що вбивство було скоєне працівниками російських спецслужб з метою розхитування ситуації перед 9 травня. Миттєвою була і реакція Володимира Путіна, який назвав вбивство «політичним».
Загибель Бузини згадують в контексті загибелі попереднього дня іншого відомого супротивника Революції гідності — Олега Калашнікова. Олександр Аронець відзначає, що обидва свого часу балотувалися в народні депутати по виборчому округу № 223, а на думку політолога Володимира Фесенка, обидва небіжчики стали своєрідними жертвами російської пропаганди.
Скандально відома заступниця олігарха і кума Путіна Ксенія Шкода (наразі переховується від правосуддя в РФ) анонсувала збір грошей і створення ескізу пам'ятника Бузині у Москві[джерело?]. Також у Москві оголосили про створення журналістської премії імені Бузини.
18 червня міністр внутрішніх справ Арсен Аваков повідомив, що затримані двоє підозрюваних у вбивстві Бузини, і оголосив справу розкритою. Підозрюваними у злочині є Андрій Медведько (ексбоєць батальйонів МВС «Київ-2» і «Гарпун») і Денис Поліщук (лейтенант гвардії ЗСУ, був командиром 54-го окремого розвідувального взводу). Їх було заарештовано на два місяці, але за Поліщука 23 червня внесли заставу, і його випустили. Як повідомив Антон Геращенко, 5 млн гривень застави за звільнення з-під варти підозрюваного у вбивстві Бузини вніс бізнесмен і медіавласник Тамразов Олексій Гаррійович.
23 травня 2016 року Печерський суд Києва відмовився задовольняти клопотання про продовження особистого зобов'язання Андрію Медведьку, який підозрювався у вбивстві Бузини.
27 червня 2017 — Прокуратура Києва завершила досудове розслідування кримінального провадження про вбивство журналіста Олеся Бузини.
7 серпня 2017 — мати Бузини Валентина Бузина подала позов до Європейського суду з прав людини. 
22 грудня 2017 — Апеляційний суд Києва відмовився змінювати підсудність справи про вбивство журналіста Олеся Бузини й повернув його до Шевченківського суду столиці.

## Родина та особисте життя
Предки Бузини по батьківській лінії походять з міста козаків Куземина Куземинської сотні Гадяцького полку Гетьманщини (зараз село Куземин в Охтирському районі). Батько — Олексій Григорович Бузина, офіцер 5-го (ідеологічного) управління КДБ УРСР (згодом — головний персонаж роману Івана Котовенка «Тринадцятий місяць»). Дід Григорій Юрійович Бузина, учасник радянсько-німецької війни.
Мати Валентина Павлівна родом з с. Новопетрівське Талалаївського району Чернігівської області. В інтерв'ю вона згадувала, що її дід Андрій Якович Бубир був помилково репресований (5 років таборів) як причетний до Спілки визволення України. Померла 17 березня 2025 року.
Дружина Наталія, донька Марія (1995 р.н.)
Захоплювався історією, літературою, плаванням.

## Погляди
1999 року Бузина в коментарі газеті «День» заявив: «Моїм ідеалом є відродження Російської імперії, а я вимушений пристосовуватися до потворних умов „розбудови“ незалежної України». Пізніше він неодноразово спростовував це висловлювання та називав цю фразу фальшивкою (востаннє в інтерв'ю Радіо Вєсті 13 квітня 2015 року).
Прихильник проросійської пропагандистської концепції загальноросійської ідеї, відповідно до якої білоруси, росіяни й українці є частиною єдиної загальноросійської спільноти.
Виступав за широке використання російської мови. До 2010 (перемоги Януковича на президентських виборах) виступав за федералізацію України.
У травні 2009 Національна експертна комісія з питань захисту суспільної моралі вирішила провести моніторинг ЗМІ на предмет дотримання Закону про захист суспільної моралі. Приводом стали публікації Олеся Бузини в газеті «Сегодня», в яких, за думкою члена НЕК Петра Кононенка, «дискредитують видатних українських діячів, вибирається усе найганебніше з нашої історії».
Він вважав себе найпопулярнішим письменником України, стверджуючи, що загальний наклад його книжок сягає 100—150 тисяч примірників:
|  | А те, що я найпопулярніший письменник — це факт. «Вурдалак Тарас Шевченко» — тираж понад сто тисяч (включаючи останнє, доповнене видання, тираж якого вже розійшовся і скоро доведеться друкувати ще — книга буде ще товстішою!). «Таємна історія України — Русі», її тираж вже понад 50 тисяч примірників — за два роки! «Поверніть жінкам гареми» — тираж за пів року понад 10 тисяч |

Натомість за даними видання «Главред», російськомовні письменники України Симона Вілар та Андрій Курков мають тиражі у близько мільйон та пів мільйона примірників відповідно. Олесь Бузина, за рейтингом видання, не входить навіть у десятку «найуспішніших» письменників України.
Однодумці Олеся Бузини вважають його символом боротьби з українським націоналістичним міфом та нацизмом. Олесь Бузина зі своїми однодумцями обговорювали випробовування, які їм треба пройти на шляху до перемоги над «мороком українства». Сам Олесь Бузина вважав себе малоросом. Олесь Бузина проповідував російські імперські та українофобські погляди. Олеся Бузину високо оцінюють на російських шовіністичних сайтах і його описують, як борця з «українством — антиросійською мерзотою і підлою зрадою єдиного російського народу».

## Критика видань

### Вурдалак Тарас Шевченко
Автор у різний спосіб посиленням акцентів на негативних моментах біографії намагався вибудувати негативний образ Шевченка. Погляди Бузини було оцінено як українофобські значною кількістю українських митців, громадських діячів, представників влади та судом за поданням генпрокуратури.
Були подані численні позови до суду на Олеся Бузину. Серед них ВО «Просвіта» на чолі з депутатом ВР Павлом Мовчаном, Національна спілка письменників України на чолі Юрія Мушкетика, а потім Володимира Яворівського (Блок Юлії Тимошенко) та інші.
Так, Національна спілка письменників України, після публікації книги, звернулися в прокуратуру з проханням порушити проти Олеся Бузини кримінальну справу за розпалювання міжнаціональної ворожнечі і наклеп на адресу Тараса Шевченка. Прокуратура відкрила справу, щодо розпалення міжнаціональної ворожнечі, але потім закрила її, застосувавши закон про амністію[джерело?].
Згодом Бузина судився через «Вурдалака…» з товариством «Просвіта». У цей період невідомі підпалили двері його квартири — саме у день 4-річчя виходу опусу в газеті «Киевские ведомости».
Тоді ж повідомлялося, що три праправнуки Тараса Шевченка готують позов до Звенигородського районного суду Черкаської області, в якому вимагатимуть відшкодувати моральні збитки, завдані їм після виходу у світ книги «Вурдалак…».

У книзі «Шевченкофобія в сучасній Україні» академік АН України Іван Дзюба дав таку характеристику Бузині та його ідеології: 
|              | Ще не так давно як «піонер» новітньої шевченкофобії уславився Олесь Бузина — київський літератор того новітнього типу, що «ради красного словца не пожалеет ни мать, ни отца». Він позиціонував себе як аристократ духу, що не зносить мужицького поета, та, зрештою, і всієї мужицької — української — літератури. Доволі штучний ажіотаж навколо його «викриттів» швидко вигас, але ім'я його не забулося і час від часу зринає в нових колотнечах коло підніжжя тієї гори, на якій височіє Шевченкова слава. |
| — Іван Дзюба | |

### Поверніть жінкам гареми

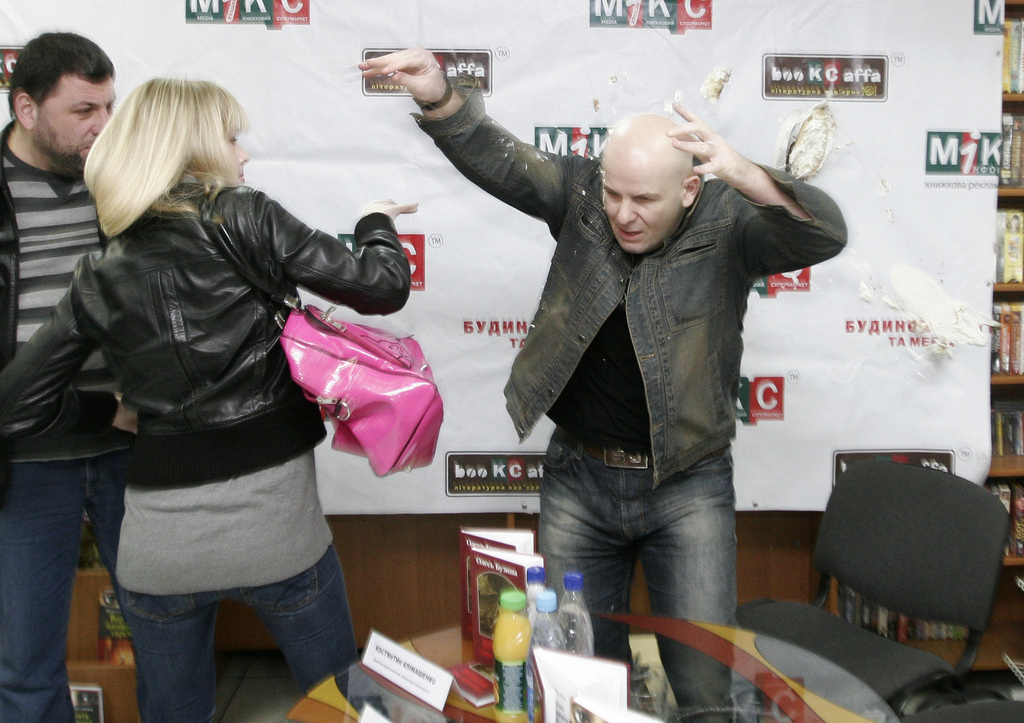
Олександра Шевченко кидає торт у обличчя Олесю Бузині

У відповідь на книгу Олеся Бузини «Поверніть жінкам гареми» 22 березня 2009 року активістка руху FEMEN Олександра Шевченко на презентації нової книги кинула авторові в обличчя торт за «образу на адресу українських жінок». У відповідь Бузина схопив дівчину і тримав до приїзду міліції. Двоє з відвідувачів магазину намагалися заступитися за Олександру, але Бузина почав бризкати їм у лице газовим балончиком. За повідомленням офіційного блогу організації, потерпілими стали двоє журналістів, яких було доправлено до лікарні з серйозними травмами очей.
2 березня 2010 року Олесь Бузина опублікував статтю «Відкритий лист письменника-традиціоналіста феміністкам», що адресувалося організації FEMEN та, зокрема, керівнику руху — Анні Гуцол. У статті автор у вульгарних висловах закликав активісток «не опускати імідж України» та звинуватив рух FEMEN у тому, що організацію створили деякі чоловіки у зв'язку з майбутнім чемпіонатом Євро-2012 «з метою заманити секс-туристів в Україну».

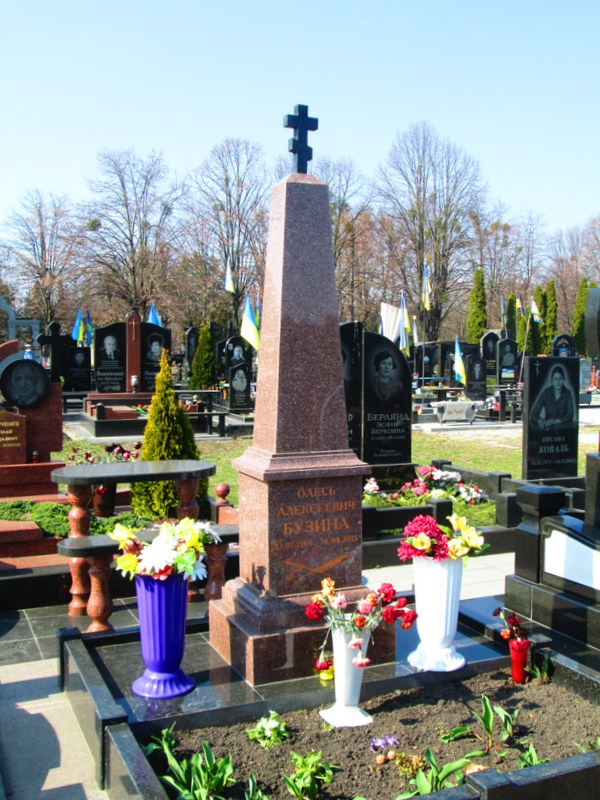
Могила Олеся Бузини

### Інші скандали за участю Бузини
11 березня 2011 року в прямому ефірі ток-шоу «Велика політика» на телеканалі «Інтер» Сергій Поярков прочитав схвальний відгук Олеся Бузини про Пояркова як художника та письменника в газетній статті й заявив, що заплатив Бузині за цю статтю. Бузина кинувся на Пояркова, зав'язалася бійка, після чого він звинуватив у продажності ведучого, за що був видалений зі студії. Після цього Пояркову, за його словами, зателефонував з Австрії боксер Віталій Кличко і «похвалив його удар».

## Факти
- 28 квітня 2017 року Державне агентство України з питань кіно заборонило показ фільму «Олесь Бузина: життя поза часом»[де?][51].